# گی مارتان
گی مارتان (فرانسوی: Guy Martin‎؛ زادهٔ ۳ فوریه ۱۹۵۷) سرآشپز سه ستاره، مؤلف و رستوران‌دار اهل فرانسه است.
در سال ۲۰۱۰، مارتین برای تهیه غذای جشن الحاق ساووآ به فرانسه انتخاب شد که در کاخ دوک‌نشین ساووی در شامبری برگزار شد و خودش شخصاً برای نیکولا سارکوزی، رئیس‌جمهور سابق فرانسه آشپزی کرد.

## افتخارات
- ۱۹۹۷: شوالیهٔ نشان هنر و ادب
- ۲۰۰۲: شوالیهٔ نخل آکادمیک
- ۲۰۰۳: شوالیهٔ لژیون دونور
- ۲۰۱۲: افسر لژیون دونور